# Monkey Business (musikalbum)
Monkey Business är The Black Eyed Peas fjärde studioalbum, släppt den 27 maj 2005. 

## Låtförteckning
1. "Pump It" – 3:35
2. "Don't Phunk with My Heart"
3. "My Style" – 4:28
4. "Don't Lie" – 3:39
5. "My Humps" – 5:27
6. "Like That" – 4:34
7. "Dum Diddly" – 4:19
8. "Feel It" – 4:19
9. "Gone Going" – 3:13
10. "They Don't Want Music" – 6:46
11. "Disco Club" – 3:48
12. "Bebot" – 3:30
13. "Ba Bump" – 3.56
14. Audio Delite at Low Fidelity – 5:29
15. "Union" – 5:04

## Bonusspår
- "Do What You Want"
- "If You Want Love"
- "Bend Your Back"
- "Make Them Hear You"
- "Shake Your Monkey"